# Vårt Slovakien
Folkpartiet - Vårt Slovakien (slovakiska: Ľudová strana – Naše Slovensko, ĽSNS) är ett nationalistiskt, euroskeptiskt och högerextremt parti i Slovakien. Partiet grundades ur spillrorna av det tidigare, öppet nynazistiska partiet Slovakisk gemenskap. ĽSNS ser sig själva som sentida efterföljare till Slovakiska folkpartiet, vilket styrde den Slovakiska staten under andra världskriget, och hyllar dess ledare Jozef Tiso och Andrej Hlinka som nationens hjältar. Ideologiskt betonar ĽSNS det nationella, det katolska och det sociala. Man förespråkar utträde ur EMU och NATO och en neutral utrikespolitik.
Partiets ledare Marian Kotleba är sedan 2013 regional guvernör i regionen Banska Bystrica efter att han överraskande fick 55,5% av rösterna då han i valets avgörande omgång ställdes mot en kandidat från Socialdemokraterna. I det slovakiska parlamentsvalet i mars 2016 valdes partiet för första gången in i Slovakiens nationalråd med åtta procent av rösterna.